# Cova del Frare (Altea)
|  | Per a altres significats, vegeu «Cova del Frare». |

La Cova del Frare era una cavitat natural creada per l'erosió del mar a la Platja de l'Olla, al municipi valencià d'Altea (Marina Baixa). En l'actualitat està pràcticament desapareguda per la urbanització i la construcció de carreteres.
Situada una vegada passat l'espigó nord del Portet, es tracta d'una platja fòssil, formació geològica que forma part de la platja fòssil situada al nord de la platja del Cap Negret en la qual els dipòsits marins d'arenisques i conglomerats es troben fortament litificats.
La platja presenta unes formes i una particular erosió que donen lloc a l'aparició de grutes i concavitats, bufadors i respiradors a la zona de la costa. La cova té un important valor geològic, al que s'uneix el valor etnogràfic, ja que en una d'aquestes coves s'ha desenvolupat una llegenda que forma part de l'imaginari col·lectiu d'Altea i que dona nom a aquesta zona costanera.
La Cova del Frare està inclosa en el Conjunt Patrimonial de la Cala del Soio-Illeta de l'Olla, tot i que no hi ha una figura de protecció específica per a aquest espai.

## Llegenda de la Cova del Frare
Segons Ramón Llorens Barber, prop de la coneguda com a Vila Garcia, a la platja de l'Olla, l'erosió de les ones del mar van donar origen a una cova, una espècie de túnel realment, el qual creava un pont natural que discorria des del Camí Vell d'Alacant per Cap Negret cap a Altea. Aquesta cova acabaria cridant-se Cova del Frare, per una llegenda transmesa per la cultura popular. La riba de la platja va desaparèixer en guanyar terreny per a una marjada, pel qual es va construir un marge de pedra, quedant el mar tancat en el fons de la Cova, que solament penetra uns dos metres.
Segons la llegenda, dos germans es disputaven l'amor d'una mateixa noia, i els seus cossos ofegats van aparèixer en les aigües i riba de la Cova. Un d'ells era conegut per «el Flare», per haver portat hàbits en promesa materna, i per ell, la toponímia de la cova.
La llegenda també la recull el folklorista Francesc Martínez i Martínez (1926, 63 et seq.) qui conta que, dels dos germans d'un matrimoni de pescadors, un d'ells va contraure la verola i sa mare va demanar la intercessió de Sant Francesc d'Assís, prometent-li vestir al xiquet amb hàbit de franciscà si sanava. En guarir-se el xiquet, la mare va complir la promesa i va vestir-lo de frare durant dos anys, d'on prové el sobrenom de “el frare”. Quan el xiquet va créixer, es va enamorar d'una jove anomenada Bajoan, la qual estava enamorada del seu germà. Una nit de pesca en la Illeta, els dos germans es barallaven en meitat d'una tempesta per l'amor de Bajoan, quan el frare va ferir al seu germà i en creure-ho mort, es llançà al mar, on les ones el llançaren contra les roques del Cap Negret i va morir, apareixent el seu cos l'endemà en la cova. Es deia que als mariners se'ls apareixia un follet d'uns dotze anys, vestit de frare, allargant els braços cap a ells.